# Lioudmila Verbitskaïa
Lioudmila Alexeïevna Verbitskaïa (Людми́ла Алексе́евна Верби́цкая, Léningrad, 17 octobre 1936 - Saint-Pétersbourg, 24 novembre 2019) est une linguiste et professeure russe. Elle a été rectrice (1994 - 2008) puis présidente (2008 - 2019) de l'université d'État de Saint-Pétersbourg. Elle est également docteure en philologie.

## Biographie
Elle naît le 17 juin 1936 à Léningrad. Son père, Alexeï Boubnov, est depuis 1943 secrétaire du comité exécutif de la ville de Léningrad et sa mère, Anna Stepanovna, femme au foyer. Le 31 août 1949, Alexeï Boubnov est arrêté dans le cadre de l'affaire de Léningrad et fusillé le 28 ou 29 octobre 1950 après avoir été accusé d'avoir été « en lien criminel avec des ennemis du peuple et participation à un groupe contre-révolutionnaire ». Il est réhabilité post mortem après la déstalinisation en 1954. Les membres de la famille Boudnov ont été également arrêtés. Ainsi la mère de Lioumila a été envoyée en déportation au camp de Taïchet et Lioumila, jeune adolescente, est envoyée dans un établissement de redressement pour mineurs à Lvov, jusqu'à la mort de Staline en 1953. Grâce à la bienveillance de la vice-directrice de la maison de redressement, Victoria Nikolaïevna Karpova, Lioumila peut poursuivre ses études secondaires pendant la journée dans une école de Lvov et entrer ensuite à l'université de Lvov à la faculté de lettres russes. Après la réhabilitation post mortem de son père, elle peut retourner à Léningrad poursuivre ses études à l'université de Léningrad.
Elle termine avec les honneurs en 1958 ses études de russe et de littérature à la faculté de philologie de Léningrad, élève de Lev Zinder. En 1965, elle défend sa thèse de 3e cycle (candidature) dont le titre est Unités sonores de la parole russe et leur relation avec les nuances et phonèmesEn 1977, elle présente son doctorat d'État Prononciation littéraire russe moderne (recherche phonétique expérimentale).
Sa carrière à l'université est la suivante: collaborateur (старший лаборант, 1958-1961), aspirant (аспирант, 1961-1964), chercheur (младший научный сотрудник), assistant (ассистент), docent; elle reçoit le titre de professeur en 1979 à la chaire de phonétique et de méthodologie de l'enseignement des langues étrangères; en 1985, elle dirige la chaire de linguistique générale. En 1984-1986, elle est prorecteur aux affaires académiques, puis premier vice-recteur; à partir de mai 1993 (après la mort subite de Stanislav Merkouriev), elle devient recteur par intérim. En avril 1994, elle est élue recteur de l'université de Saint-Pétersbourg, réélue en 1999 et en 2004. C'est la première femme à ce poste dans cette université. Elle y ouvre sous son mandat deux nouvelles facultés: la faculté des relations internationales et la faculté de médecine. Le 18 février 2008, elle est nommée présidente de l'université de Saint-Pétersbourg et le 26 avril 2010, également doyen de la faculté de philologie. Elle est nommée professeur honoraire de l'université de Saint-Pétersbourg en 2011.
Lioumila Verbitskaïa est élue en 1995 membre effectif de l'académie russe de l'éducation, membre du présidium de la branche Nord-Ouest du département de l'académie russe de l'éducation. Elle est élue le 29 octobre 2013 présidente de l'académie russe d'éducation et le 11 novembre 2013, elle est confirmée à ce poste par le gouvernement de la fédération de Russie.
En plus de nombre de décorations russes, elle était chevalier de la Légion d'honneur et commandeur de l'ordre des Palmes académiques et docteur honoris causa de dizaines d'universités en Russie et à l'étranger.

## Vie privée
Lioumila Verbitskaïa (née Boubnova) était l'épouse de l'universitaire Vsevolod Alexandrovitch Verbitski (1933-1998), docent de l'université d'État d'électrotechnique de Léningrad, et fils du général Alexandre Dmitrievitch Verbitski (1906-1950), également fusillé sous Staline dans l'affaire de Léningrad, comme le père de Lioudmila Verbitskaïa. De ce mariage de 42 ans, deux filles sont nées: Elena et Victoria,.